# 가와쓰라정
가와쓰라정(川連町)은 아키타현 오가치군에 설치되었던 정이다. 현재의 유자와시에 해당한다.